# Stefano Oldani
Stefano Oldani (Milán, 10 de enero de 1998) es un ciclista italiano, miembro del equipo Cofidis.

## Palmarés
2022
- 1 etapa del Giro de Italia

## Resultados en Grandes Vueltas
| Carrera | Carrera         | 2019 | 2020 | 2021 | 2022 | 2023 | 2024 | 2025 |
| ------- | --------------- | ---- | ---- | ---- | ---- | ---- | ---- | ---- |
|         | Giro de Italia  | —    | 98.º | 79.º | 84.º | 45.º | Ab.  | 67.º |
|         | Tour de Francia | —    | —    | —    | —    | —    | —    | —    |
|         | Vuelta a España | —    | —    | —    | —    | —    | —    | —    |

—: no participa

Ab.: abandono

## Equipos
- Polartec-Kometa (stagiaire)[1] (08.2018-12.2018)
- Kometa Cycling Team[2] (2019)
- Lotto Soudal[3] (2020-2021)
- Alpecin (2022-2023)
  - Alpecin-Fenix (2022)[4]
  - Alpecin-Deceuninck (2022-2023)
- Cofidis (2024-)